# Dino-Land
Dino-Land war eine Heftromanserie des Bastei-Verlages, die von 19. Oktober 1993 bis 3. Mai 1994 erschien.
Die Serie war von vornherein auf nur 15 Bände angelegt, was im Bereich der Heftromane eine Besonderheit darstellt. Der Grund hierfür war der Bezug zum Jurassic-Park-Fieber, in dessen Umfeld sie platziert wurde. Die Bände wurden wiederum als fünf Trilogien geschrieben, was eine eventuelle Neuauflage als Taschenbuch erleichtern sollte.

## Handlung
Durch ein militärisches Experiment wird ein Tor zwischen Urzeit und Gegenwart geöffnet und in beiden Epochen kommt es zwischen Menschen und Sauriern zu Konflikten.

## Hefte
| #  | Autor             | Titel                        | Jahr |
| -- | ----------------- | ---------------------------- | ---- |
| 01 | Wolfgang Hohlbein | Die Rückkehr der Saurier     | 1993 |
| 02 | Wolfgang Hohlbein | Panik in Las Vegas           | 1993 |
| 03 | Wolfgang Hohlbein | Die Station in der Urzeit    | 1993 |
| 04 | Frank Rehfeld     | Duell in den Lüften          | 1993 |
| 05 | Frank Rehfeld     | Hetzjagd durch die Zeit      | 1993 |
| 06 | Frank Rehfeld     | Auf der Spur des Vernichters | 1993 |
| 07 | Manfred Weinland  | Die Brut aus dem Moorsee     | 1994 |
| 08 | Manfred Weinland  | Dino-Fieber                  | 1994 |
| 09 | Manfred Weinland  | Das Selbstmord-Kommando      | 1994 |
| 10 | Frank Rehfeld     | Die Pilger der Zeit          | 1994 |
| 11 | Frank Rehfeld     | Aufbruch ins Ungewisse       | 1994 |
| 12 | Frank Rehfeld     | Land der fallenden Sterne    | 1994 |
| 13 | Manfred Weinland  | Die verschwundenen Kinder    | 1994 |
| 14 | Manfred Weinland  | Operation Exodus             | 1994 |
| 15 | Manfred Weinland  | Die Erben der Menschheit     | 1994 |